# Захарчук, Сергей Григорьевич
Сергей Григорьевич Захарчу́к (укр. Сергій Григорійович Захарчук; род. 29 июня 1984, Острог, Ровенская область) — украинский спортсмен.
Мастер спорта Украины по силовому троеборью. Бронзовый призер Чемпионата мира (2010) по версии IPA. Многократный победитель Международных и Всеукраинских турниров и чемпионатов. Член сборной Украины (2009—2011). Награждён званием «Гордость Ровеньщины»(укр. «Гордість Рівенщини»).
Тренер (2007—2009) — заслуженный тренер Украины Елена Дмитрук.
Депутат Острогского городского совета.